# Abantis bicolor
Abantis bicolor, tên phổ biến là bướm nhảy hai màu, là một loài bướm ngày thuộc họ Bướm nhảy phân họ Pyrginae. Loài này được mô tả lần đầu năm 1864 và là loài đặc hữu của Nam Phi, sinh sống giới hạn trong những khu rừng đất thấp trải dài từ Đông Cape tới bờ biển phía nam và phía bắc của KwaZulu-Natal.
Sải cánh của loài này dài từ 36–41 mm đối với con đực và 35–45 mm đối với con cái. Có hai lứa mỗi năm, đỉnh điểm vào mùa xuân từ tháng 10 đến tháng 11 và đỉnh mạnh hơn vào mùa thu từ tháng 3 đến tháng 6.